# Přejmenovávání geografických objektů na ruském Dálném východě v roce 1972
V roce 1972 došlo k masivnímu přejmenování geografických objektů na ruském Dálném východě z jmen původem čínských nebo tunguzských na jména vycházející z ruštiny. Bezprostředním důvodem byla kulminace čínsko-sovětského rozchodu v podobě čínsko-sovětských konfliktů v létech předcházejících.
Do té doby byla řada jmen „neruských“, protože ruští geografové, kteří koncem 19. a začátkem 20. století zakreslovali ruský Dálný východ do map (Vladimir Klavdijevič Arseňjev, Michail Ivanovič Veňukov, Nikolaj Michajlovič Prževalskij) respektovali jména řek, hor i lidských sídel, jak jim je sdělili místní obyvatelé. V té době ještě ani nepřevažovalo ruské osídlení oblasti, naopak někde žili především Číňané (historická oblast Vnější Mandžusko patřila dříve Číně), jinde žily malé tunguzské kmeny (Nanajci, Udegejci, Oročové, …). A i nově zakládané ruské osady nezřídka odvozovaly svá jména od domorodých označení řek nebo hor.

## Přejmenovaná města
- Dalněgorsk z jména Teťuche (rusky Те́тюхе, čínsky v českém přepisu Jie-ču-che, pchin-jinem Yĕzhūhé, znaky 野豬河; volně česky „řeka divočáků“)
- Dalněrečensk z jména Iman (rusky Има́н, čínsky v českém přepisu I-man, pchin-jinem Yīmàn, znaky 伊曼)
- Partizansk z jména Sučan (rusky Сучан, podle jména řeky, čínsky v českém přepisu Su-čchang-che, pchin-jinem Sūchānghé, znaky 蘇昌河)
- Kabarga (rusky Кабарга) z názvu obce Kaul (též sopka Kaul), zde se odehrála 1. srpna 1918 bitva mezi rudými bolševiky a bělogvardějci, do které se významně zapojili i čs. legionáři (např. 7. pluku (Tatranci) 9. roty.[1]